# Great Barrington
Great Barrington è un comune degli Stati Uniti d'America facente parte della contea di Berkshire nello stato del Massachusetts.
Fa parte della Pittsfield, Massachusetts Metropolitan Statistical Area. Great Barrington è il luogo di nascita dell'intellettuale afro-americano W.E.B. Du Bois. Fa parte del comune il centro abitato di Housatonic.